# Franci Petek
Franci Petek (* 15. Juni 1971 in Lesce) ist ein ehemaliger slowenischer Skispringer.

## Werdegang
Bei der Junioren-Weltmeisterschaft 1989 in Vang, die zudem sein erstes internationales Turnier war, erreichte er mit der jugoslawischen Mannschaft den zweiten Platz und damit die Silbermedaille. Am 28. Dezember 1989 gab er in Oberstdorf sein Debüt im Skisprung-Weltcup. Am 11. Februar 1990 gewann er bei der Schweizer Springertournee in Engelberg sein erstes und einziges Weltcup-Springen. Bei der Skiflug-Weltmeisterschaft 1990 in Vikersund flog Petek auf den 22. Platz. Im gleichen Jahr gewann er mit der Mannschaft Bronze bei der Junioren-Weltmeisterschaft in Štrbské Pleso. 1991 errang er bei der Nordischen Skiweltmeisterschaft im italienischen Predazzo die Goldmedaille auf der Großschanze. Bei der Vierschanzentournee 1991/92 erreichte er mit dem 4. Platz das beste Ergebnis in der Gesamtwertung in seiner Karriere. Bei den Olympischen Winterspielen 1992 in Albertville sprang Petek von der Normalschanze auf den 21. und von der Großschanze auf den 8. Platz. Mit seinen Teamkollegen Samo Gostiša, Matjaž Zupan und Primož Kopač wurde er im Teamspringen am Ende Sechster. Zwei Jahre später sprang er noch einmal bei den Olympischen Winterspielen in Lillehammer und kam von der Großschanze auf den 38. Platz.
Nach der Saison 1994/95 beendete er seine aktive Skisprungkarriere.

## Erfolge

### Weltcupsiege im Einzel
| Nr. | Datum            | Ort       | Typ         |
| --- | ---------------- | --------- | ----------- |
| 1.  | 11. Februar 1990 | Engelberg | Großschanze |